# Burden (Kansas)
Pour les articles homonymes, voir Burden.
Burden est une ville américaine située dans le Comté de Cowley, au Kansas. Selon le recensement de 2020, sa population est de 512 habitants.